# لانسييري
لانسييري كانت حركة فاشية رومانية شبه عسكرية مرتبطة في البداية بالرابطة الوطنية المسيحية للدفاع
، وبعد الاندماج في 16 يوليو 1935 بين NCDL والحزب الزراعي الوطني لتشكيل الحزب الوطني المسيحي، أصبح لانسييري مرتبطًا بالحزب المدمج.
تبنى أعضاء المجموعة الزي الرسمي للقميص الأزرق وساهموا في معارك الشوارع السياسية في البلاد في عشرينيات وثلاثينيات القرن الماضي ، وتمت الإشارة إليهم في عشرينيات القرن الماضي بسبب هجماتهم على الهدف الرئيسي لهذا الحزب ، اليهود ، فضلاً عن الاضطراب العام في الحياة الجامعية. بعد الاندماج الذي شكل الحزب الوطني المسيحي، واصل لانسييري طرقهم الجامحة ، متنافسًا مع الحرس الحديدي (الذي اشتبكوا معه كثيرًا) في عنفهم وفوضى. بين عامي 1935 و 1937 ، نفذت Lăncieri أعمالًا إرهابية ومذابح في جميع أنحاء رومانيا أكثر من الحرس الحديدي.
شابت الاشتباكات بين الجماعتين الفاشيتين حملة الانتخابات العامة لعام 1937 على وجه الخصوص ، ولم يستطع حتى تدخل ألفريد روزنبرغ توحيد الفصائل المتحاربة. ستستمر الاشتباكات بين المجموعتين ، على الرغم من أن لانسييري يدينون بالكثير من تنظيمهم للحرس الحديدي وبالفعل كان استمرار وجودهم محاولة لجذب الاهتمام بعيدًا عن تلك المجموعة.